# Clasificación de Baltimore

Esquema de la clasificación Baltimore de los virus. Los diferentes grupos se caracterizan por la forma en la que se genera el ARNm a partir del genoma del virus.

La clasificación de Baltimore es una clasificación de los virus elaborada por el biólogo estadounidense David Baltimore. En este sistema de clasificación los virus están agrupados en grupos dependiendo de su tipo de genoma (ADN, ARN, monocatenario o bicatenario etc.) y del método de transcripción del ARN mensajero. Clasificar los virus según su genoma implica que los que quedan encuadrados en la misma categoría se comportarán básicamente de la misma manera, lo cual facilita las investigaciones.
Actualmente esta clasificación convive y se complementa con la clasificación del Comité Internacional de Taxonomía de Virus (ICTV). Sin embargo a diferencia de la clasificación del ICTV que ordena los virus de manera monofilética, la clasificación de Baltimore es polifilética porque los genomas de los diferentes grupos de virus evolucionaron convergentemente y de hecho los virus tuvieron orígenes independientes.

## Clasificación
Los siete grupos son los siguientes:
- Grupo I: Virus ADN bicatenario (Virus ADNbc o Virus dsDNA).

El ARNm se transcribe directamente a partir del genoma del virus, que es una doble cadena de ADN. Las proteínas reguladoras que controlan la replicación del genoma y las proteínas estructurales que forman el virión se traducen a partir de este ARNm.
La replicación del genoma del virus se realiza directamente mediante replicación de ADN.
| Síntesis de proteínas:  | ADNbc → ARNm → proteínas |
| Replicación del genoma: | ADNbc → ADNbc            |
- Grupo II: Virus ADN monocatenario (Virus ADNmc o Virus ssDNA).

El ADN viral monocatenario se convierte en bicatenario, probablemente usando la maquinaria de reparación del ADN del hospedero. El resto de las etapas de replicación son similares a las del grupo I.
| Síntesis de proteínas:  | ADNmc → ADNbc → ARNm → proteínas |
| Replicación del genoma: | ADNmc → ADNbc → ADNmc            |
- Grupo III: Virus ARN bicatenario (Virus ARNbc o Virus dsRNA).

A partir del ARN bicatenario se obtiene la hebra de ARN monocatenario positivo que actúa como ARNm. La traducción de este ARNm da lugar a las proteínas reguladores y estructurales.
La replicación del genoma del virus se realiza en dos pasos. Primero se realiza un ensamblado parcial de la hebra de ARN monocatenario positivo y de las proteínas virales en viriones inmaduros. A continuación se realiza la replicación del ARN monocatenario positivo a ARN bicatenario dentro de los viriones.
| Síntesis de proteínas:  | ARNbc → ARNm → proteínas |
| Replicación del genoma: | ARNbc → ARNmc+ → ARNbc   |
- Grupo IV: Virus ARN monocatenario positivo (Virus ARNmc+ o Virus (+)ssRNA).

La replicación del virus comienza con la traducción genética de la cadena de ARN monocatenario positivo (que tiene la misma polaridad que el ARNm) en proteínas reguladoras. En el grupo IVa este paso traduce también las proteínas estructurales, mientras que en el grupo IVb esto se realiza traduciendo un ARNm generado a partir de una cadena de ARN monocatenario positivo.
Las proteínas regulan la síntesis del ARN monocatenario positivo a partir del molde de ARN monocatenario negativo. Este último a su vez funciona como molde para la síntesis del ARN monocatenario positivo de los nuevos virus.
| Síntesis de proteínas:  | ARNmc+ (=ARNm) → proteínas |
| Replicación del genoma: | ARNmc+ → ARNmc- → ARNmc+   |
- Grupo V: Virus ARN monocatenario negativo (Virus ARNmc- o Virus (-)ssRNA).

El ARN monocatenario negativo se convierte en ARNm (que es una cadena monocatenaria positiva) mediante una ARN polimerasa dependiente de ARN aportada por el virus. El ARNm generado se traduce en proteínas reguladoras y estructurales.
Las proteínas regulan la replicación del ARN monocatenario negativo a través de una cadena de ARN monocatenario positivo que funciona a modo de molde. Estas cadenas se incluyen en los nuevos virus.
| Síntesis de proteínas:  | ARNmc- → ARNm → proteínas |
| Replicación del genoma: | ARNmc- → ARNmc+ → ARNmc-  |
- Grupo VI: Virus ARN monocatenario retrotranscrito (Virus ARNmcRT o Virus ssRNA-RT).

Este virus integra una transcriptasa inversa que a partir del genoma ARN viral produce una cadena de ADN, primero monocatenario y luego bicatenario, que se integra en el genoma del huésped. El ADN ya integrado en el huésped es transcrito a ARNm, que a su vez se traduce en proteínas reguladoras y estructurales.
El ADN integrado en el huésped se transcribe en el ARN monocatenario de los nuevos virus.
| Síntesis de proteínas:  | ARNmc+ → ARN/ADN → ADNbc → ARNm → proteínas |
| Replicación del genoma: | ARNmc+ → ARN/ADN → ADNbc → ARNmc+           |
- Grupo VII: Virus ADN bicatenario retrotranscrito (Virus ADNbcRT o Virus dsDNA-RT).

El ADN viral entra en el núcleo de la célula, es reparado por la maquinaria de reparación del huésped y se integra  en el genoma del huésped. El resto de las etapas es similar a las del grupo VI.
| Síntesis de proteínas:  | ADNbc → ARNm → proteínas         |
| Replicación del genoma: | ADNbc → ARNmc+ → ARN/ADN → ADNbc |
La siguiente figura compara la replicación en los siete grupos de virus.

Esquema de la replicación de los virus de los distintos grupos de la Clasificación de Baltimore.